# Aeroportul Enejit
Aeroportul Enejit (IATA: EJT) este un aeroport din Insulele Marshall ce deservește zona Mili Atoll⁠(d).
aeroportul dispune de o singură pistă.